# 韓勝源
韓 勝源（ハン・スンウォン、1939年10月13日 - ）は、韓国の小説家。その作品の傾向は、「土俗的」であり、「恨（ハン）的」である、と評されている。韓の創作世界は、全羅道を主な舞台に繰り広げられ、風刺や史実を交えている。娘にブッカー国際賞、ノーベル文学賞受賞者の小説家韓江がいる。

## 略歴
1939年10月13日、全羅南道長興郡大徳面新上里に生まれる。本貫は清州韓氏。8兄妹の次男。幼い頃は祖父より『明心宝鑑』を学ぶ。国民学校に入学するまでは、数字も文字も習わなかった。長興中学校を経て、1954年、長興高等学校に入学する。高校時代は、文芸班に入り、キム・ヨンスル（김용술）教師や宋基淑と出会う。1955年、宋基淑と校内誌『抑仏』を出し、そこに随筆を載せる。こうして、韓は文学修業を始める。また、この時期、韓の父が交通事故で仕事ができなくなり、生活が非常に苦しくなった。文学修業に熱中したためか、大学受験に失敗し、高校卒業試験を受けたあと、卒業証書も受け取らず、故郷に引きこもった。
1956年、高校を終えると、実家で農業を手伝いながら、文学修業と教職免許の取得のための勉強をする。小説の作法を学ぶため、呉有権のところに訪問したりもした。教職試験は失敗し、しばらく農作業を続けたが、進学するべきだと心に決め、大学入試の勉強を始める。1961年、ソラボル芸術大学に入学する。ソラボル芸大では、金東里が教授する講義の中で、李文求、朴常隆、趙世熙、姜好武、韓相潤、李健清、河賢埴、張孝文、趙貞子、郭賢淑、白寅斌、金源一、梁文吉、慎重信など後に文士となる多くの人物と出会う。トルストイ、ヘミングウェイ、アンドレ・ジッド、サルトル、カミュなどを耽読しながら、2週間に1篇ずつ、小説を習作しては金東里に師事を仰いだ。そうして金東里と韓は師弟の関係となる。
1962年、学業を終えて帰郷するとすぐ、兵役についた。1965年、イム・ガモ (임감오)と出会い、結婚すると、妻の実家で暮らしながら習作を続ける。そして、1966年、「가증스런 바다 (憎らしい海)」が『新亜日報』に入選し、文壇にデビューする。同年、長東西国民学校に教師として赴任し、妻家も離れ、新婚生活を始めた。一方、韓の父が死亡する不幸にも見舞われる。しばらく筆を置いていたが、1968年に「木船」が『大韓日報』に当選することで、韓の小説家としての生活が本格化していく。故に、「木船」をもって韓のデビュー作とする場合もある。1972年、光州の文人で「小説文学」という同人会を作る。文淳太、金新雲、カン・スンシク (강순식)、李啓弘などが同人として「小説文学」で文学修業を共にした。
韓は、その後も旺盛な執筆活動を続け、1980年に、「구름의 벽 (雲の壁)」で韓国小説文学賞を受賞したのを皮切りに、韓国文学作家賞、大韓民国文学賞など、多くの文学賞を受賞した。

## エピソード
日本の作家である中上健次と親交があった。

## 年譜
- 1939年10月13日、全羅南道長興郡大徳面新上里に生まれる。
- 1954年、長興高等学校に入学する
- 1956年、長興高等学校を卒業する。
- 1961年、ソラボル芸術大学に入学する。
- 1963年1月、軍隊に入隊する。
- 1965年、イム・ガモと結婚する。
- 1966年、「가증스런 바다」で文壇にデビューする。
- 1966年、長東西国民学校の教師を務める。
- 1970年、東新中学校の教師を務める。
- 1978年、東新女子中学校の教師を務める。
- 1979年、教職を辞め、執筆活動に専念する。
- 1980年、韓国文学小説賞を受賞。
- 1983年、韓国文学作家賞を受賞。
- 1983年、大韓民国文学賞を受賞。
- 1988年、李箱文学賞を受賞。
- 1988年、現代文学賞を受賞。
- 1994年、ソラボル文学賞を受賞。
- 1997年、韓国海洋文学賞大賞を受賞。
- 1998年、朝鮮大学校国語国文学の招聘教授を務める。
- 2001年、現代仏教文学賞を受賞。
- 2002年、米国キリヤマ環太平洋図書賞を受賞。
- 2006年、金東里文学賞を受賞。

## 代表作品
- 『불의 딸』文学と知性社、1983年
- 『포구』正音社、1984年
- 『아제아제 바라아제』三星出版社、1985年
- 『아버지와 아들』ナナム、1989年
- 『해일』
- 『시인의 잠』
- 『동학제』
- 『아버지를 위하여』
- 『해산 가는 길』
- 『멍텅구리배』
- 『사랑』
- 『물보라』
- 『초의』
- 『흑산도 하늘 길』
- 『원효』
- 『키조개』
- 『해신의 늪』1977年（日本語訳　「海神」　「韓国文芸」編集部　1981／「海神の沼」　姜尚求　1992）

## 日本語で読める作品
- 「韓国文芸」編集部訳「海神」『韓国現代文学13人集』新潮社、1981年
- 安宇植訳「トンネル」『韓国現代短編小説』新潮社、1985年
- 安宇植・安岡明子訳『塔』角川書店、1989年
- 姜尚求訳「海神の沼」『韓国の現代文学 5』柏書房、1992年
- 井手俊作訳『月光色のチマ』書肆侃侃房、2020年